# Traminda atroviridata
Traminda atroviridata là một loài bướm đêm trong họ Geometridae.